# Светски дан рода
Светски дан рода се обележава сваког 24. јуна са циљем указивања на њихову угроженост.

## Историјат
Од давнина постоје разне приче и митови о родама за које се верује да доносе срећу, плодност и благостање породици. У причама за најмлађе доносе и децу. Приписују им се атрибути, да су симболи плодности и верности па се верује да ће куће у којима свију гнезда бити срећне и плодне. Највећи број популације рода у Србији се гнезди у Војводини, а највише у Потамишју.
Србија се налази у центру миграционог пута рода, али је и значајно гнездилиште беле роде. Тараш се налази на европској мапи и 2015. године је проглашен за „европско село рода”, према оцени немачке фондације за заштиту природе EuroNatur. Популација која се овде гнезди представља четвртину целокупне популације у Србији.